# Municipio de Homer (condado de Midland)
El municipio de Homer (en inglés: Homer Township) es un municipio ubicado en el condado de Midland en el estado estadounidense de Míchigan. En el año 2010 tenía una población de 4009 habitantes y una densidad poblacional de 72 personas por km².

## Geografía
El municipio de Homer se encuentra ubicado en las coordenadas 43°36′28″N 84°20′8″O / 43.60778, -84.33556. Según la Oficina del Censo de los Estados Unidos, el municipio tiene una superficie total de 55.68 km², de la cual 54.66 km² corresponden a tierra firme y (1.83%) 1.02 km² es agua.

## Demografía
Según el censo de 2010, había 4009 personas residiendo en el municipio de Homer. La densidad de población era de 72 hab./km². De los 4009 habitantes, el municipio de Homer estaba compuesto por el 96.68% blancos, el 0.65% eran afroamericanos, el 0.62% eran amerindios, el 0.5% eran asiáticos, el 0.02% eran isleños del Pacífico, el 0.12% eran de otras razas y el 1.4% pertenecían a dos o más razas. Del total de la población el 1.55% eran hispanos o latinos de cualquier raza.